# Alphonse Williame
Alphonse Williame (Destelbergen, 3 september 1903 - Gentbrugge, 31 augustus 1989) was een Belgisch politicus voor de CVP. Hij was burgemeester van Destelbergen tussen 1945 en 1976.

## Biografie
Geboren in 1903 als oudste binnen een familie met 9 kinderen groeide Alphonse Williame op in het voormalig Kasteel Galgenberg te Destelbergen. Van beroep was hij wijnhandelaar. Op 11 april 1932 trouwde hij met Odette Danieck in Le Vésinet, Frankrijk. Samen kregen ze twee kinderen. Zijn laatste woonplaats bevond zich in de Meerkenshamstraat.

## Politieke leven
Zijn aanstelling tot burgemeester gebeurde in 1945 door prins Karel, aangesteld als regent, en niet door koning Leopold III van België, die weggevoerd was naar Duitsland en later in (vrijwillige) ballingschap in Zwitserland verbleef.

## Verder...
Alphonse Williame was verder ook nog:
- Voorzitter van de kerkfabriek van de Onze-Lieve-Vrouw-ter-Sneeuwkerk
- Ereburgemeester van Destelbergen
- Oud-strijder 1940 - 1945
- Ondervoorzitter van de Nationale Strijdersbond afdeling Destelbergen
- Ridder in de Orde van Leopold II

## Burgemeester Williamehof
In 2011 besliste de gemeenteraad van Destelbergen om een nieuwe verkaveling naar hem te vernoemen. Deze verkaveling is gelegen aan de Dendermondesteenweg aan de wijk Eenbeekeinde en loopt parallel met de Galgenberglaan. Deze nieuwe verkaveling bevindt zich eveneens op het grondgebied tot waar eerder het domein van Kasteel Galgenberg reikte.